# Luis II de Francia
Luis II de Francia, apodado el Tartamudo (en francés, Louis le Bègue, 1 de noviembre de 846-Compiègne, 10 de abril de 879) fue rey de Francia Occidental desde el año 877 hasta su muerte.
Era el hijo mayor del rey Carlos el Calvo y de la reina Ermentrudis de Orleans. Durante las negociaciones entre su padre y Erispoe de Bretaña, Luis fue comprometido con una hija de nombre desconocido de Erispoe en 856. No se sabe si era la misma hija que más tarde se casó con Gurivant. El contrato fue roto en 857 tras el asesinato de Erispoe.
Mantuvo diversas disputas con su padre desde sus dominios en Aquitania y Maine. Sucedió a su hermano menor en Aquitania en 866 y, aunque era el segundo en la línea sucesoria, a su padre en Francia Occidental en 877, aunque nunca fue coronado Emperador. En el sistema monárquico francés, está considerado como Luis II.

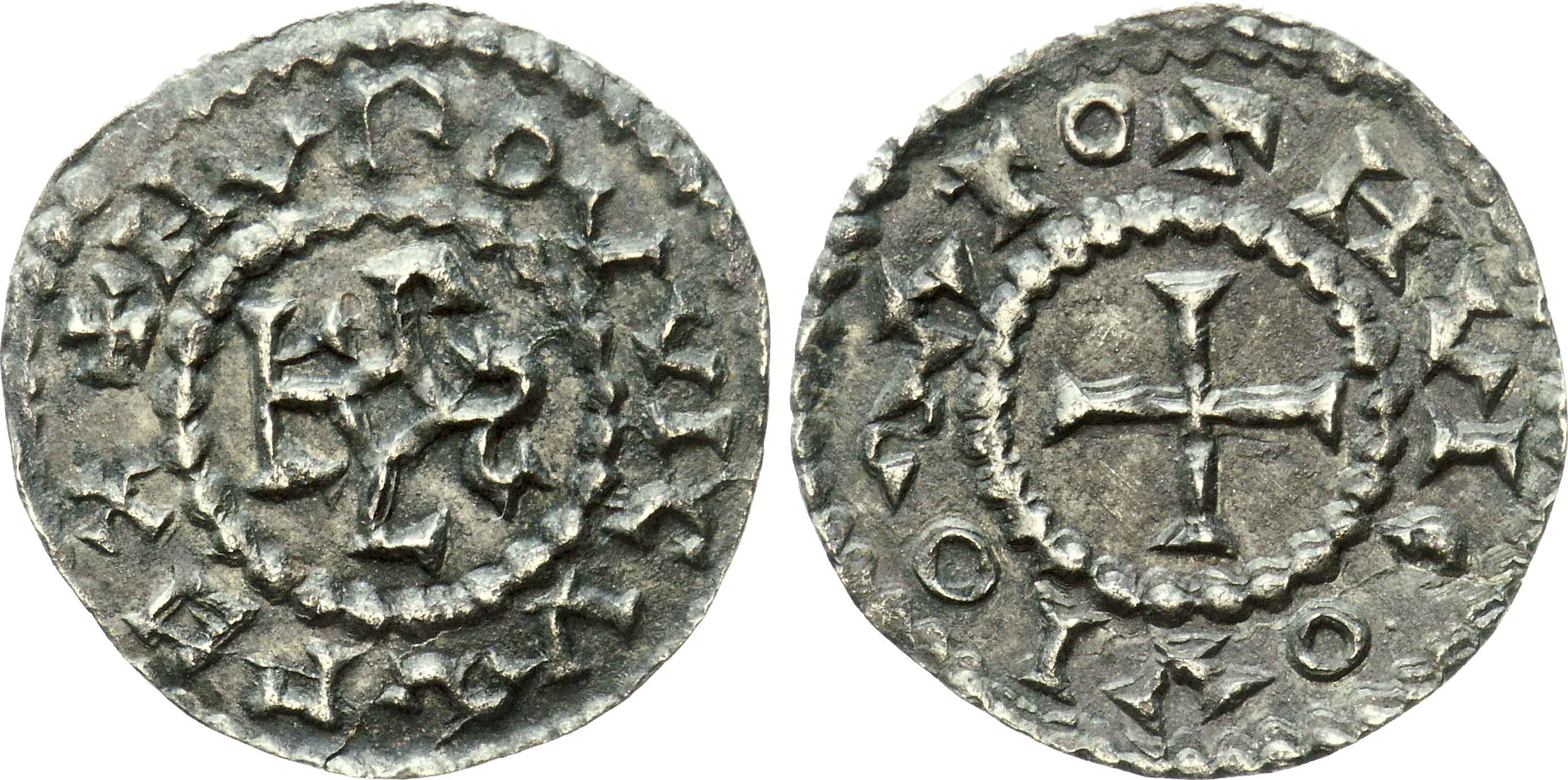
Denier de Luis II

Dos veces casado, él y su primera esposa, Ansgarda de Borgoña, tuvieron dos hijos: Luis (nacido en 863) y Carlomán (nacido en 866), ambos se convirtieron en reyes de Francia, y dos hijas: Hildegarda (nacido en 864) y Gisela (865–884), que se casó con Roberto, conde de Troyes.
Con su segunda esposa, Adelaida de París, tuvo una hija, Ermentruda (875-914) —quien era la madre de Cunigunda, esposa del conde palatino Wigerico de Lotaringia; fueron los antepasados de la Casa de Luxemburgo—, y un hijo póstumo, Carlos el Simple, quien se convertiría, mucho después de la muerte de sus hermanos mayores, rey de Francia.
Fue coronado el 8 de diciembre de 877 por Hincmaro, arzobispo de Reims, y fue coronado por segunda vez en septiembre de 878 por el papa Juan VIII en Troyes mientras el papa atendía allí a un consejo. Puede que el papa le ofreciera la corona imperial, pero la rechazó. Se dice que Luis el Tartamudo era físicamente débil y sobrevivió a su padre por solo dos años. Tuvo relativamente poco impacto en la política. Fue descrito como "un hombre simple y dulce, un amante de la paz, la justicia y la religión". En 878, entregó los condados de Barcelona, Gerona, y Besalú a Wifredo el Velloso. Su acto final fue marchar contra los vikingos que eran entonces el terror de Europa. Cayó enfermo y murió el 9 de abril o 10 de abril de 879 no mucho tiempo después de haber empezado su última campaña. A su muerte, sus reinos se dividieron entre sus dos hijos, Carlomán y Luis.

## Antepasados
|  |                                  |  |  |  |  |  |  |  |  |  |  |  |  |  |  |  |
|  | 16. Pipino el Breve              |  |  |  |  |  |  |  |  |  |  |  |  |  |  |  |
|  |                                  |  |  |  |  |  |  |  |  |  |  |  |  |  |  |  |
|  |                                  |  |  |  |  |  |  |  |  |  |  |  |  |  |  |  |
|  | 8. Carlomagno                    |  |  |  |  |  |  |  |  |  |  |  |  |  |  |  |
|  |                                  |  |  |  |  |  |  |  |  |  |  |  |  |  |  |  |
|  |                                  |  |  |  |  |  |  |  |  |  |  |  |  |  |  |  |
|  | 17. Bertrada de Laon             |  |  |  |  |  |  |  |  |  |  |  |  |  |  |  |
|  |                                  |  |  |  |  |  |  |  |  |  |  |  |  |  |  |  |
|  |                                  |  |  |  |  |  |  |  |  |  |  |  |  |  |  |  |
|  | 4. Ludovico Pío                  |  |  |  |  |  |  |  |  |  |  |  |  |  |  |  |
|  |                                  |  |  |  |  |  |  |  |  |  |  |  |  |  |  |  |
|  |                                  |  |  |  |  |  |  |  |  |  |  |  |  |  |  |  |
|  | 18. Geroldo de Anglachgau        |  |  |  |  |  |  |  |  |  |  |  |  |  |  |  |
|  |                                  |  |  |  |  |  |  |  |  |  |  |  |  |  |  |  |
|  |                                  |  |  |  |  |  |  |  |  |  |  |  |  |  |  |  |
|  | 9. Hildegarda                    |  |  |  |  |  |  |  |  |  |  |  |  |  |  |  |
|  |                                  |  |  |  |  |  |  |  |  |  |  |  |  |  |  |  |
|  |                                  |  |  |  |  |  |  |  |  |  |  |  |  |  |  |  |
|  | 19. Emma de Alamannia            |  |  |  |  |  |  |  |  |  |  |  |  |  |  |  |
|  |                                  |  |  |  |  |  |  |  |  |  |  |  |  |  |  |  |
|  |                                  |  |  |  |  |  |  |  |  |  |  |  |  |  |  |  |
|  | 2. Carlos el Calvo               |  |  |  |  |  |  |  |  |  |  |  |  |  |  |  |
|  |                                  |  |  |  |  |  |  |  |  |  |  |  |  |  |  |  |
|  |                                  |  |  |  |  |  |  |  |  |  |  |  |  |  |  |  |
|  | 10. Güelfo                       |  |  |  |  |  |  |  |  |  |  |  |  |  |  |  |
|  |                                  |  |  |  |  |  |  |  |  |  |  |  |  |  |  |  |
|  |                                  |  |  |  |  |  |  |  |  |  |  |  |  |  |  |  |
|  | 5. Judith de Baviera             |  |  |  |  |  |  |  |  |  |  |  |  |  |  |  |
|  |                                  |  |  |  |  |  |  |  |  |  |  |  |  |  |  |  |
|  |                                  |  |  |  |  |  |  |  |  |  |  |  |  |  |  |  |
|  | 11. Eduviges, duquesa de Baviera |  |  |  |  |  |  |  |  |  |  |  |  |  |  |  |
|  |                                  |  |  |  |  |  |  |  |  |  |  |  |  |  |  |  |
|  |                                  |  |  |  |  |  |  |  |  |  |  |  |  |  |  |  |
|  | 1. Luis el Tartamudo             |  |  |  |  |  |  |  |  |  |  |  |  |  |  |  |
|  |                                  |  |  |  |  |  |  |  |  |  |  |  |  |  |  |  |
|  |                                  |  |  |  |  |  |  |  |  |  |  |  |  |  |  |  |
|  | 24. Geroldo de Anglachgau (= 18) |  |  |  |  |  |  |  |  |  |  |  |  |  |  |  |
|  |                                  |  |  |  |  |  |  |  |  |  |  |  |  |  |  |  |
|  |                                  |  |  |  |  |  |  |  |  |  |  |  |  |  |  |  |
|  | 12. Adrián, conde de Orléans     |  |  |  |  |  |  |  |  |  |  |  |  |  |  |  |
|  |                                  |  |  |  |  |  |  |  |  |  |  |  |  |  |  |  |
|  |                                  |  |  |  |  |  |  |  |  |  |  |  |  |  |  |  |
|  | 25. Emma de Alamannia (= 19)     |  |  |  |  |  |  |  |  |  |  |  |  |  |  |  |
|  |                                  |  |  |  |  |  |  |  |  |  |  |  |  |  |  |  |
|  |                                  |  |  |  |  |  |  |  |  |  |  |  |  |  |  |  |
|  | 6. Odón I de Orléans             |  |  |  |  |  |  |  |  |  |  |  |  |  |  |  |
|  |                                  |  |  |  |  |  |  |  |  |  |  |  |  |  |  |  |
|  |                                  |  |  |  |  |  |  |  |  |  |  |  |  |  |  |  |
|  | 13. Waldrada de Orléans          |  |  |  |  |  |  |  |  |  |  |  |  |  |  |  |
|  |                                  |  |  |  |  |  |  |  |  |  |  |  |  |  |  |  |
|  |                                  |  |  |  |  |  |  |  |  |  |  |  |  |  |  |  |
|  | 3. Ermentrudis de Orleans        |  |  |  |  |  |  |  |  |  |  |  |  |  |  |  |
|  |                                  |  |  |  |  |  |  |  |  |  |  |  |  |  |  |  |
|  |                                  |  |  |  |  |  |  |  |  |  |  |  |  |  |  |  |
|  | 28. Begón de Tolosa              |  |  |  |  |  |  |  |  |  |  |  |  |  |  |  |
|  |                                  |  |  |  |  |  |  |  |  |  |  |  |  |  |  |  |
|  |                                  |  |  |  |  |  |  |  |  |  |  |  |  |  |  |  |
|  | 14. Leutardo, conde de Fézensac  |  |  |  |  |  |  |  |  |  |  |  |  |  |  |  |
|  |                                  |  |  |  |  |  |  |  |  |  |  |  |  |  |  |  |
|  |                                  |  |  |  |  |  |  |  |  |  |  |  |  |  |  |  |
|  | 29. Alpais                       |  |  |  |  |  |  |  |  |  |  |  |  |  |  |  |
|  |                                  |  |  |  |  |  |  |  |  |  |  |  |  |  |  |  |
|  |                                  |  |  |  |  |  |  |  |  |  |  |  |  |  |  |  |
|  | 7. Engeltruda de París           |  |  |  |  |  |  |  |  |  |  |  |  |  |  |  |
|  |                                  |  |  |  |  |  |  |  |  |  |  |  |  |  |  |  |
|  |                                  |  |  |  |  |  |  |  |  |  |  |  |  |  |  |  |